# Бергер, Морис
Морис Бергер (англ. Maurice Berger; 22 мая 1956, Нью-Йорк — 22-24 марта 2020) — американский историк культуры и искусствовед, автор книг.

## Биография
Морис Бергер — историк культуры и искусствовед. Он являлся старшим научным сотрудником в Центре искусства, дизайна и визуальной культуры университета Мэриленда, округ Балтимор. Также он был старшим членом научного общества в Центре искусства и политики The Vera List в Новой школе в Нью-Йорке. Являясь учеником одного их первых крупнейших аналитиков современного искусства Розалинды Краусс, он получил степень бакалавра и кандидата наук по истории искусства и критической теории в Университете Нью-Йорка. После этого сферой его интересов стали расовые отношения. Бергер был одним их немногих белых, выросших в муниципальных домах для малоимущих семей Нью-Йорка, что и сделало его очень восприимчивым к вопросам расы. Вследствие этого, он в своей научной деятельности вышел за рамки критической теории, чтобы показать важность образов расы в повседневной жизни.
Бергер предлагал рассматривать проблемы расизма, белой расы и современных расовых отношений как элемент визуальной культуры Соединенных Штатов. Его исследование о расизме Are Art Museums Racist? было напечатано в ежемесячном журнале Art in America. Также Бергер курировал множество выставок, посвященных расовым вопросам, например, For All The World To See: Visual Culture and the Struggle for Civil Rights. Эта выставка представляла собой достаточно рискованное сотрудничество Государственного музея афроамериканской истории и культуры и Центра искусства, дизайна и визуальной культуры Университета Мэриленда. Данная выставка исследует роль, которую играют визуальные образы в формировании, трансформации и воздействии борьбы за расовое равноправие и справедливость в Америке.
Бергер являлся политическим руководителем сайта PollTrack, который осуществляет наблюдение за социально-культурными аспектами жизни Америки и выборами в США со стороны самих голосующих.
Умер 22, или 23, или 24 марта 2020 года.

## Публикации
Бергер — автор одиннадцати книг по американской культуре, искусству и расовой политике. Его автобиография White Lies: Race and the Myths of Whiteness была одной из первых книг, в которой сама идея белых людей предстает для широкой публики как расовое понятие. Эта книга получила награды от Horace Mann Bond Book Award и Gustavus Meyers Book Award. Другие его работы: Masterworks of the Jewish Museum (Yale, 2004); The Crisis of Criticism (The New Press, 1998); Constructing Masculinity (Routledge, 1995); Modern Art and Society (HarperCollins, 1994); How Art Becomes History (HarperCollins, 1992); Labyrinths: Robert Morris, Minimalism, and the 1960s (Harper & Row, 1989). Его исследования по искусству, кино, телевидению, театру, праву и политике были опубликованы во многих журналах и газетах: Artforum, Art in America, New York Times, Village Voice, October, Wired, и Los Angeles Times. Также он является автором множества программ для выставок.

## Выставки
В выставках Мориса Бергера, посвящённых вопросам расы и культуры, встречаются работы таких художников, как Адриан Пайпер и Фред Уилсон. Организованная в 2003 году выставка White: Whiteness and Race in Contemporary Art включала в себя работы Синди Шерман, Нейленда Блейка, Уильяма Кентриджа, Гэри Симмонса, Пола Маккарти, Майка Келли, Андреа Роббинс и Макса Бехера, Никки С. Ли и многих других.
Также Морис Бергер был куратором выставки Hands and Minds: The Art and Writing of Young People in 20th-Century America (Вашингтон, 1998), предисловие к каталогу этой выставки написала первая леди Хиллари Клинтон, после Вашингтона выставка отправилась в гастроли по Соединённым Штатам.

## Эссе
- "Falling Into Place, " in Andrea Robbins and Max Becher: The Transportation of Place (Aperture, 2006);
- "Secrets and Lies, " in Jenny Holzer: Truth Before Power (Kunsthaus Bregenz, 2004);
- "Last Exit to Brooklyn, " in Alexis Rockman: «Manifest Destiny» (The Brooklyn Museum of Art, 2004);
- The Value of Things Not Said: Some Thoughts on Interracial Friendship, " in Emily Bernard, ed., Some of My Best Friends: Writings on Interracial Friendships (HarperCollins, 2004);
- "Epilogue: The Modigliani Myth, " in Mason Klein, ed., Modigliani: Beyond the Myth (Yale, 2004); "The Cat Upstairs, " (on Sammy Davis, Jr.) in Entertaining America: Jews in the Media (Princeton, 2003);
- "Introduction: Gravity’s Rainbow, " in Adam Weinberg and Hendel Teicher, eds., Trisha Brown: Dance and Art in Dialogue, 1965—2000 (MIT Press, 2002);
- "The Image Under Erasure, " in Thelma Golden, ed., Gary Simmons (Studio Museum in Harlem and Museum of Contemporary Art, Chicago 2002);
- "Andy Warhol’s ‘Pleasure Principle, " in Jonathan Binstock, Andy Warhol: Social Observer (Pennsylvania Academy of Fine Arts, 2000);
- «Theater: A Pitiless Mirror Where Audiences See Themselves» (on Rebecca Gilman’s Spinning into Butter), The New York Times (23 July 2000), Arts & Leisure Section, pp. 5, 10; and "Look in the Mirror for Racial Attitudes, " Los Angeles Times (26 February 1999), p. B7.